# Сан-Салвадор-де-Соту
Сан-Салвадор-де-Соту (порт. São Salvador de Souto; МФА: [ˈsɐ̃w saɫ.vɐ.ˈdoɾ dɨ ˈso.tu]) — парафія в Португалії, у муніципалітеті Гімарайнш. Розташована в північно-західній частині країни, на теренах історичної португальської провінції Дору-Міню. Входить до складу округу Брага. За адміністративним поділом, чинним до 1976 року, терени парафії були складовою провінції Міню. Належить до Бразької архідіоцезії Католицької церкви. Патрон — Ісус Христос. Площа — 4,9584 км². Населення — 830 ос. (2011). Сильно урбанізований регіон. Густота населення — 167,39 осіб/км²
. Код — 030862.

## Назва
- Соту (Сан-Салвадор) (порт. Souto (São Salvador)) — офіційна назва.

## Населення
| Кількість мешканців | Кількість мешканців | Кількість мешканців | Кількість мешканців | Кількість мешканців | Кількість мешканців | Кількість мешканців | Кількість мешканців | Кількість мешканців | Кількість мешканців | Кількість мешканців | Кількість мешканців | Кількість мешканців | Кількість мешканців | Кількість мешканців |
| ------------------- | ------------------- | ------------------- | ------------------- | ------------------- | ------------------- | ------------------- | ------------------- | ------------------- | ------------------- | ------------------- | ------------------- | ------------------- | ------------------- | ------------------- |
| 1864                | 1878                | 1890                | 1900                | 1911                | 1920                | 1930                | 1940                | 1950                | 1960                | 1970                | 1981                | 1991                | 2001                | 2011                |
| 532                 | 533                 | 495                 | 580                 | 565                 | 586                 | 602                 | 659                 | 753                 | 752                 | 836                 | 851                 | 877                 | 928                 | 830                 |